# Глазковый клён

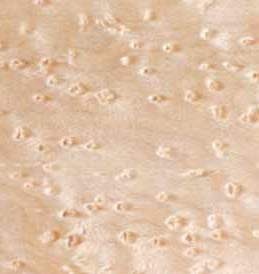
Древесина «птичий глаз»

Птичий глаз (глазковый клён) — сорт древесины со свилеватостью в виде мелких редко разбросанных завитков волокон, получающихся в результате нарушения роста некоторых деревьев, в первую очередь клёна сахарного (лат. Acer saccharum). Эта очень светлая древесина отмечена точечными изменениями структуры роста — глазка́ми, возникающими в результате нарушений роста камбия. Точная причина таких нарушений всё ещё не известна, одна из гипотез рассматривает воздействие каких-либо грибов. Эта древесина ценится из-за своей декоративности, а её редкость делает древесину такого сорта лучшего качества дороже нормальной древесины сахарного клёна в пять раз.
Схожие глазковые эффекты задокументированы у многих других, часто североамериканских видов деревьев, особенно у клёнов и берёз, но также у Ясеня белого, Ореха чёрного, секвойи, махагони, американского бука и многих других видов. Они не имеют экономического значения, однако могут в отдельных случаях использоваться для изготовления изделий. Так, самый старый из известных образцов глазкового клёна представляет собой римскую столешницу из полевого клёна.
Древесина глазкового клёна тверда, но неустойчива к воздействию внешней среды, на солнце она желтеет. Плотность этой древесины в высушенном состоянии составляет от 0,48 до 0,75 г/см³, а свежесрубленной древесина от 0,53 до 0,79г/см³. В классификации пороков древесины глазки относятся к группе пороков строения древесины.